# Catacombes (film)
Pour les articles homonymes, voir As Above, So Below.
Cet article concerne le film. Pour les excavations souterraines, voir Catacombes et Catacombes de Paris.
Pour plus de détails, voir Fiche technique et Distribution.
Catacombes ou Là-haut comme ici-bas au Québec (As Above, So Below) est un film d'horreur indépendant américain de style found footage écrit et réalisé par John Erick Dowdle, sorti en 2014.
Le film suit Scarlet Marlow qui est une étudiante en archéologie urbaine. Elle maîtrise quatre langues vivantes et deux langues mortes, mais ne maîtrise cependant pas l'araméen, la langue dans laquelle est écrit un texte permettant de trouver la Pierre Philosophale, une pierre pouvant offrir l'immortalité, et va donc faire appel à son ex petit-ami George. Après avoir découvert un texte sur la stèle de Nicolas Flamel dans un Musée, ils découvrent que sous sa tombe se trouve la pierre philosophale. Mais, ils découvrent que la pierre alchimique se trouve sur la carte des catacombes de Paris. Pour cela, ils ont besoin d'aller dans les catacombes sous Paris, et demandent alors l'aide de Papillon, connaisseur des catacombes, et vont prendre un chemin dont certains d'entre eux ne sortiront jamais.

## Synopsis
Scarlett Marlowe, une jeune alchimiste, poursuit le travail de son père décédé à la recherche de la Pierre Philosophale, une substance alchimique légendaire capable de transformer les métaux de base en or ou en argent et d'accorder la vie éternelle, découverte par Nicolas Flamel. Elle trouve la « Clé de Rose » dans une grotte en Iran, où elle aperçoit un homme pendu devant lequel elle s'échappe de justesse alors que la grotte s'effondre. Elle se rend à Paris, où elle fait appel à George, son ancien petit ami. Avec Benji, le cameraman, ils traduisent la pierre tombale de Nicolas Flamel, qui contient une énigme qui les mène à 370 pieds sous les rues de Paris. Elle fait appel à un guide nommé Papillon, sa petite amie Souxie et son ami Zed pour fouiller les Catacombes de Paris, un soir de fête rurale. Une femme étrange regarde Benji pendant la fête. George refuse d'y aller mais est conduit dans les grottes avec le groupe lorsqu'un policier les repère et court en direction de Papillon pour l'agresser et les inciter, le groupe et lui, à rebrousser chemin. Après avoir rampé dans un tunnel étroit qui s'effondre, ils rencontrent des femmes cultistes qui chantent et semblent possédées, y compris la même femme de la fête qui regarde à nouveau Benji de façon étrange. Ils se retrouvent dans un tunnel bloqué que Papillon hésite à franchir, car les seules personnes qui sont passées, y compris l'amie de Papillon, Pap La Taupe (La Taupe), n'ont jamais été retrouvées. Le groupe tente de prendre un chemin différent, où Benji reste coincé brièvement. D'une manière ou d'une autre, ils reviennent à l'endroit où ils se trouvaient auparavant et sont obligés de traverser le tunnel.
Après s'être aventurés plus profondément dans les catacombes, ils rencontrent La Taupe, qui accepte de les guider et les informe que la seule issue est de s'enfoncer encore plus. Ils finissent par trouver une tombe avec un Chevalier des Templiers préservé, un monticule de trésor et la Pierre de Flamel. En retirant la pierre, Scarlett se rend compte trop tard que le trésor est un piège, et la pièce entière s'effondre. La Taupe se perd sous les décombres et se laisse distancer par le groupe.
Avec la Pierre de Nicolas Flamel, Scarlett guérit comme par magie le bras de Siouxie, qui a été gravement entaillé lors de l'effondrement de la pièce. Ils trouvent un dessin d'une porte au plafond avec une étoile de David gnostique, symbolisant « Comme ci-dessus, ci-dessous », qui révèle une porte cachée dans le sol. En passant par l'ouverture, ils trouvent un tunnel marqué de la phrase « Abandonnez tout espoir, vous qui entrez ici ! » en grec, identique à l'entrée des Portes de l'Enfer dans L'Enfer de Dante.
En passant, ils trouvent un reflet sombre et à l'envers de la pièce qu'ils ont quittée, y compris un catatonique La Taupe, qui tue Souxie en lui brisant la tête dans le sol. Il disparaît et ils se rendent compte qu'ils doivent continuer et aller encore plus loin pour s'échapper. En cours de route, Benji le caméraman est poussé à mort dans un trou par la principale Cultiste, qui le regardait étrangement à la fête. Ils aperçoivent une voiture en feu avec le frère de Papillon assis à l'intérieur, qui le tire dans la voiture et s'enfonce dans le sol. Ils ne parviennent pas à sortir Papillon du sol et il suffoque puis meurt. Alors qu'ils continuent, ils sont témoins d'apparitions d'esprits et de démons terrifiants. Des statues dans le mur prennent vie et l'une d'entre elles attaque violemment George, lui tranchant la gorge. Après avoir essayé de l'entraîner plus loin, George murmure, Vitriol, une autre énigme de tout à l'heure, et Scarlett se rend compte que la Pierre de Flamel elle-même est un autre piège : la pierre qu'elle a prise est en fait la Pierre Occulte. Ce n'est qu'en la remettant à sa place qu'elle trouvera la vraie Pierre.
Alors qu'elle retourne à la crypte, elle aperçoit le même homme qui s'est pendu comme elle l'a vu en Iran, et le reconnaît comme son père. Après avoir failli être noyée dans une tranchée de sang par une force invisible, elle retourne dans la crypte et trouve un miroir poli, c'est alors qu'elle se rend compte qu'elle a les capacités magiques de la pierre. Elle revient vers George, l'embrassant pour le guérir. Elle explique qu'ils doivent affronter leurs tourments, car cet endroit offre une forme alternative de réalité pour leur faire réaliser leurs méfaits. Ils trouvent un trou profond et sautent dedans. Ils croient d'abord qu'il n'y a aucun moyen logique de survivre à la chute, mais Scarlett insiste sur le fait qu'ils vivront s'ils admettent leurs fautes. En bas, ils voient que le trou n'est plus là. Finalement, Scarlett, George et Zed trouvent une plaque d'égout sur le sol, qui, lorsqu'elle est poussée vers le bas, les ramènent à l'endroit sur la surface. Scarlett et George s'étreignent pendant que Zed s'éloigne, sain et sauf. La fin du film nous montre la suite de l'interview de Scarlett, dans laquelle elle dit qu'elle n'a jamais cherché de trésor, seulement la vérité.

## Fiche technique
- Titre original : As Above, So Below
- Titre français : Catacombes
- Titre québécois : Là-haut comme ici-bas[1]
- Réalisation : John Erick Dowdle
- Scénario : Drew Dowdle et John Erick Dowdle
- Musique : Max Richter
- Direction artistique : Louise Marzaroli
- Décors : Pascal Leguellec
- Costumes : Annie Bloom
- Photographie : Léo Hinstin
- Montage : Elliot Greenberg
- Production : Patrick Aiello et Drew Dowdle
- Sociétés de production : Legendary Pictures ; Peninsula Film[2] (coproduction)
- Société de distribution : Universal Pictures
- Budget : 5–10 millions de dollars[3].
- Pays d'origine :  États-Unis[4],[5]
- Langue originale : anglais[5], avec quelques dialogues en français
- Format : couleur
- Genre : horreur, thriller
- Durée : 93 minutes[4]
- Dates de sortie :
  - Québec : 15 août 2014[1]
  - Belgique, France : 20 août 2014
  - États-Unis : 29 août 2014
- Sortie DVD/Blu-ray : 20 décembre 2014
- Classification :
  -  France : Interdit aux moins de 12 ans[5]

## Distribution
- Perdita Weeks (VF : Ingrid Donnadieu ; VQ : Rachel Graton) : Scarlett Marlowe
- Ben Feldman (VF : Anatole de Bodinat ; VQ : Maël Davan-Soulas) : George
- Edwin Hodge (VF : Daniel Lobé ; VQ : Iannicko N'Doua-Légaré) : Benji
- François Civil (VF : lui-même ; VQ : David Laurin) : Papillon
- Marion Lambert (VF : elle-même) : Souxie
- Ali Marhyar (VF : lui-même ; VQ : Louis-Philippe Berthiaume) : Zed
- Pablo Nicomedes (VF : lui-même) : La Taupe
- Hamidreza Javdan (VF : lui-même)  : Réza
- Théo Cholbi (VF : lui-même) : l'ado dépressif
- Roger Van Hool (VF : Jean-Christophe Lebert) : le père de Scarlett
- Samuel Aouizerate : Danny

Sources et légende : Version française (VF) sur RS Doublage et AlloDoublage Version française québécoise (VFQ) sur Doublage Québec

## Production

### Développement
Drew Dowdle et John Erick Dowdle écrivent le scénario sur les catacombes de Paris dans le style found footage ; le premier en est le producteur de Legendary Pictures aux côtés de Patrick Aiello et le second, le réalisateur ainsi que Alex Hedlund, superviseur pour cette production.
La production désire absolument que le tournage ait lieu dans de vrais décors des catacombes, et non « pas les construire en Roumanie ou ailleurs », raconte Drew Dowdle, et, en fin de compte, pour la première fois, la Mission Cinéma et la cellule cinéma de la Préfecture de Police de Paris donnent leur accord pour filmer les sous-sols publics. Ce projet se voit bénéficier du Crédit d’Impôt International et assurer par la production française Peninsula Film.
Ce long-métrage sur le thème des anciennes carrières souterraines est loin d'en être le premier étant donné qu'il est déjà apparu dans des films comme Cartouche de Philippe de Broca (1962), Les Gaspards de Pierre Tchernia (1974), Le Nom de la rose de Jean-Jacques Annaud (1986), et Paris de Cédric Klapisch (2008).

### Tournage
Avec l'accord de la Mission Cinéma et de la cellule cinéma de la Préfecture de Police de Paris, l'équipe de Legendary Pictures filme, en six semaines, en plein été 2013, au Musée de Cluny dans le 5e arrondissement de Paris et dans les carrières de Cochin tenues par l'association SEADACC.

## Promotion
La première bande-annonce du film est révélée le 24 avril 2014.

## Accueil

### Sorties internationales
L'avant-première de Catacombes a lieu le 15 août 2014 au Québec, avant que la Belgique et la France ne le projettent qu'à partir du 20 août 2014. Quant aux États-Unis, la date est fixée au 29 août 2014.

### Accueil critique
En ce 21 août 2014, Allociné mentionne la note de 2,5 étoiles sur cinq pour 4 titres de presse et de 3,0 étoiles sur cinq pour 44 notes dont 12 critiques des spectateurs.
Le 15 août 2014, soit cinq jours avant la sortie du film en France, Stéphanie Belpêche du Journal du dimanche voit ce film « à mi-chemin entre Da Vinci Code et The Descent. [...] Malgré un manque de crédibilité et des longueurs, ce divertissement plutôt malin remplit son cahier des charges », en le mentionnant deux étoiles sur cinq, et Caroline Vié du journal 20 minutes partage son avis : « un décor magique par son côté macabre est le plus sûr atout de ce found-footage qui ne révolutionne pas le genre horrifique ».

### Box-office
Selon CBO Box-office sur les premières séances parisiennes, Catacombes se place au cinquième rang avec 531 spectateurs pour 9 copies devant Les Combattants de Thomas Cailley, Sils Maria d'Olivier Assayas, Nos étoiles contraires de Josh Boone et Expendables 3 de Patrick Hughes qui se trouve à la première place avec 1 403 entrées pour 17 copies.
Une semaine passée depuis sa sortie, il attire discrètement 103 000 spectateurs.
| Pays ou région | Box-office      | Date d'arrêt du box-office | Nombre de semaines |
| -------------- | --------------- | -------------------------- | ------------------ |
| France         | 206 319 entrées | 1 octobre 2014             | 6                  |
| États-Unis     | 21 321 100 $    | 8 octobre 2014             | 6                  |
| Total mondial  | 41 898 409 $    |                            |                    |